# Heshan, Hebi

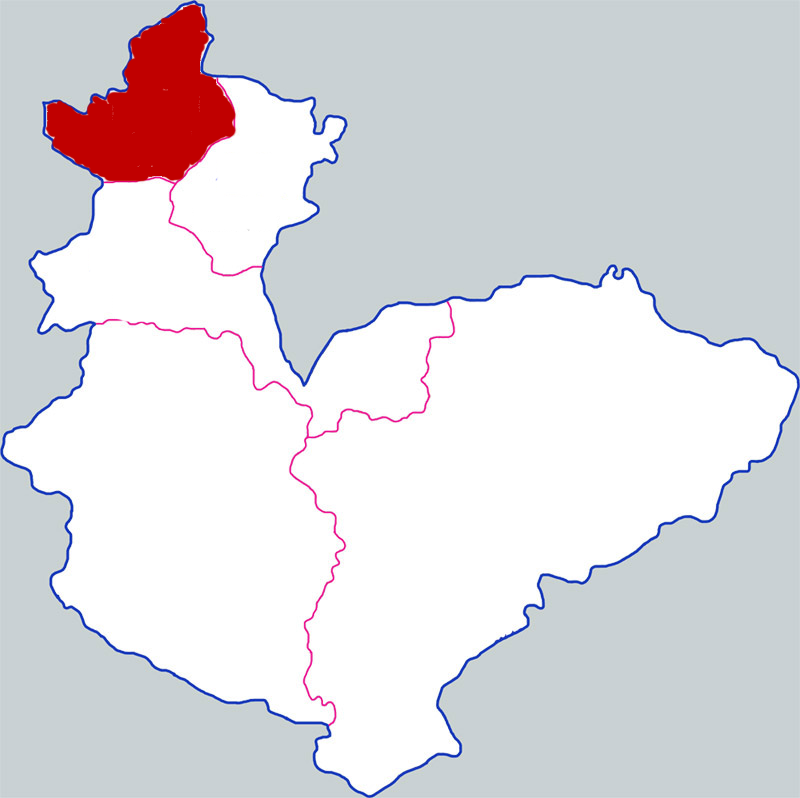
Karta

Heshan är ett stadsdistrikt i Hebi i Henan-provinsen i norra Kina.
1. ↑  http://www.geohive.com/cntry/cn-41.aspx